# L'Acrobate (film, 2019)
Pour les articles homonymes, voir Acrobate.
Pour plus de détails, voir Fiche technique et Distribution.
L'Acrobate est un film québécois réalisé par Rodrigue Jean, sorti en 2019.

## Synopsis
Un homme rencontre un acrobate russe blessé dans un appartement en travaux. Ce dernier, pris d'une pulsion sexuelle intense, se jette sur lui et ils entament une relation.

## Fiche technique
- Titre : L'Acrobate
- Réalisation : Rodrigue Jean
- Scénario : Rodrigue Jean
- Musique : Steve Bates
- Photographie : Mathieu Laverdière
- Montage : Omar Elhamy
- Production : Maxime Bernard
- Société de production : Transmar Films
- Pays :  Canada
- Genre : Drame
- Durée : 134 minutes
- Dates de sortie : 
  -  Canada : 2 octobre 2019 (festival international du film de Vancouver)

## Distribution
- Sébastien Ricard : Christophe
- Yury Paulau : Micha
- Victor Fomine : Louis
- Lise Roy : Éva
- Chloé Germentier : Tracy Ling

## Tournage
Yury Paulau est réellement un acrobate qui a notamment travaillé pour le Cirque du Soleil et le Cirque Éloize. Les scènes sexuellement explicites ont été doublées par des professionnels.